# Rio Gravataí
Rio Gravataí är ett vattendrag i Brasilien.   Det ligger i delstaten Rio Grande do Sul, i den södra delen av landet, 1 600 km söder om huvudstaden Brasília.
Runt Rio Gravataí är det i huvudsak tätbebyggt. Runt Rio Gravataí är det mycket tätbefolkat, med 2 811 invånare per kvadratkilometer.